# Preaek Changkran
Preaek Changkran es una comuna (khum) del distrito de Sithor Kandal, en la provincia de Prey Veng, Camboya. En marzo de 2008 tenía una población estimada de 6492 habitantes.
Se encuentra ubicada al sur del país, a escasa distancia de los ríos Mekong y Bassac, y de la frontera con Vietnam.